# Parc des Étangs Mellaerts
Le parc des Étangs Mellaerts (en néerlandais : Park van de Mellaertsvijvers) est un parc récréatif bruxellois de la commune de Woluwe-Saint-Pierre, à l'angle de l'avenue de Tervueren et du boulevard du Souverain.
Il fait partie d'un ensemble avec le parc de Woluwe, le parc Parmentier et le domaine du Bovenberg. Il fut desservi entre 1897 et 1958 par la gare de Woluwe située sur la ligne de Bruxelles à Tervueren, aménagée en vue de l'exposition internationale de Bruxelles de 1897.

## Historique[1]
En 1883, François Mellaerts, commerçant, et son épouse achètent en vente publique un ensemble de prairies et terrains agricoles proches de la Woluwe ayant appartenu aux Hospices civils de Bruxelles.
En 1897, lors de la construction de l'avenue de Tervueren, l'entrepreneur Edmond Parmentier signe une convention avec François Mellaerts qui octroie à ce dernier un nouveau terrain avec deux étangs en échange de sa propriété, qui fera partie du parc de Woluwe. Mellaerts doit préserver la vue sur ses nouveaux étangs à partir de l'avenue de Tervueren. Le site déjà aménagé par l'architecte paysagiste Élie Lainé, est accessible au public et l'État s'engage à entretenir les étangs.
Les époux Mellaerts ouvrent un restaurant et organisent sur le plus grand étang une activité de canotage. Le percement du boulevard du Souverain entre 1901 et 1910 séparera la propriété Mellaerts du parc de Woluwe.

## Descriptif

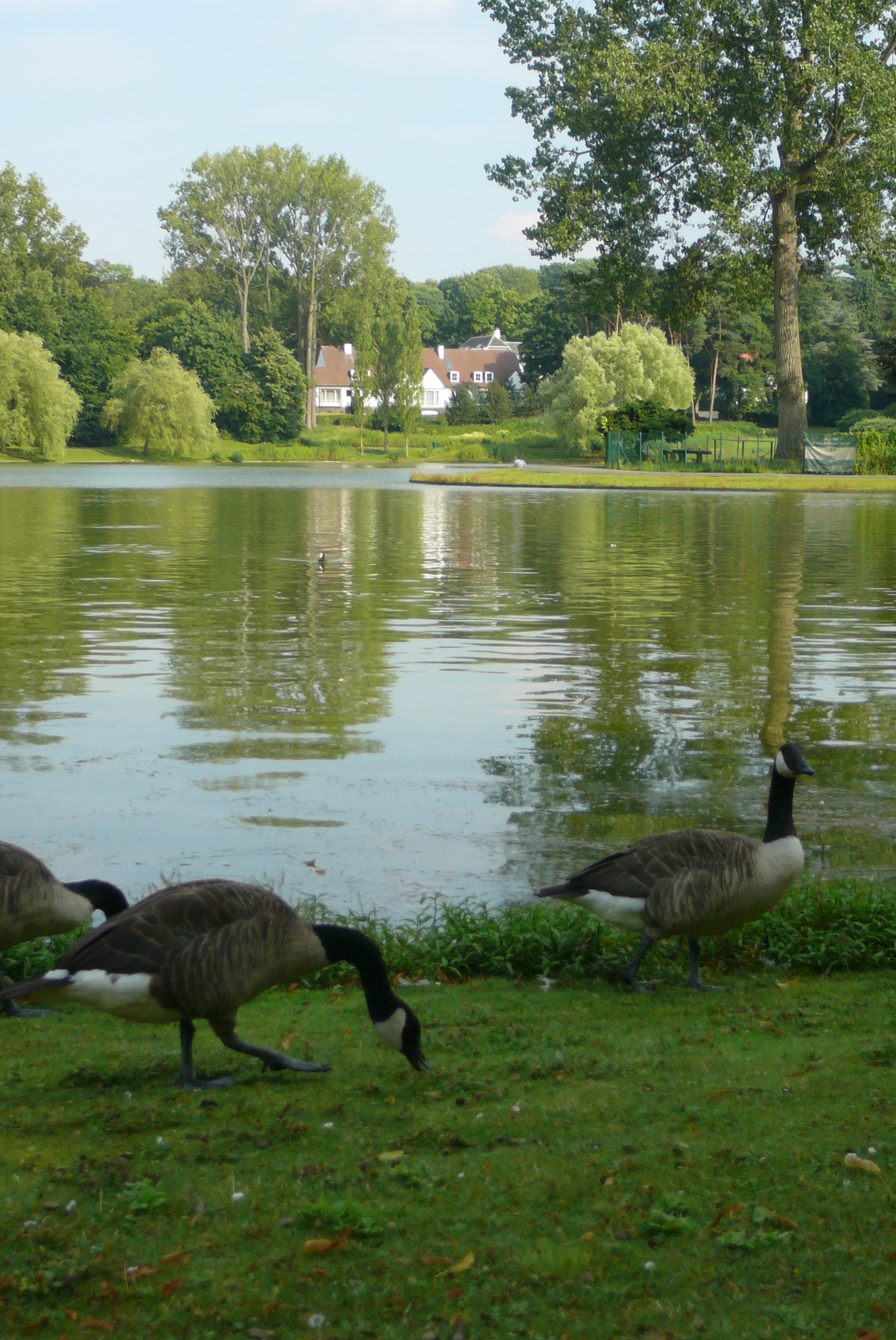
Bernaches du Canada devant les étangs

Formés à partir des marécages de la Woluwe, les étangs Mellaerts sont également alimentés par de nombreuses sources suintant à flanc de colline. Les berges ont été refaites en pentes douces ; une configuration propice à l'enracinement des plantes, qui offre une meilleure résistance à l'érosion et facilite l'accès des animaux au plan d'eau.
Les prairies et pelouses humides qui les entourent accueillent de nombreux arbres, plus remarquables par leur taille que par la particularité des espèces : des érables argentés, des hêtres pleureurs, un saule blanc, un peuplier grisard, ainsi que même des peuplements de mélèzes et de pins. Certains figurent toutefois dans la liste des arbres remarquables de la Région.
Sur les berges des étangs Mellaerts, se nourrit une faune aquatique, dont la foulque macroule, l'Ouette d'Égypte, le grèbe huppé, la bernache du Canada, l'oie de Magellan, le cygne et le héron cendré. Dans les prairies humides tondues par les lapins, vivent des espèces végétales comme la brunelle, la lysimaque nummulaire ou le bugle rampant.
À côté de la célèbre brasserie des étangs qui occupent l'ancienne laiterie restaurée et agrandie d'une agréable terrasse couverte, la location de barques, un terrain de mini-golf et une buvette raviront petits et grands pendant les beaux jours.